# 21. september
21. september er dag 264 i året i den gregorianske kalender (dag 265 i skudår). Der er 101 dage tilbage af året.
- Mattæus' dag (apostlen og evangelisten).
- FN's Internationale fredsdag.
- Den Internationale Alzheimerdag

### Begivenheder
Født - Dødsfald
- 1327 - Den afsatte engelske konge Edvard 2. myrdes i sin fængselscelle i Berkeley Castle, for at hans søn Edvard 3. kan sættes på tronen.
- 1517 - Christian 2.'s elskerinde Dyveke dør. Senere henrettes adelsmanden Torben Oxe ved halshugning – vist nok blandt andet for underslæb og lignende – eftertidens folkelige mening er, at han har myrdet Dyveke med forgiftede kirsebær.
- 1529 - Ved Wien bliver den tyrkiske hær under sultan Süleyman den Prægtige slået.
- 1784 - Pennsylvania Packet and General Advertiser udkommer som det første levedygtige dagblad i USA.
- 1792 - Frankrig bliver republik og tager afsked med monarkiet.
- 1908 - Den tyske matematiker Hermann Minkowski holder i Köln sin berømte forelæsning Rum og tid, hvori han forklarer tiden som den fjerde dimension.
- 1913 - Tyrkiet og Bulgarien slutter fred.
- 1915 - C.H. Chubb køber Stonehenge arealet af Edmund Antrobus på auktion for 6.600 pund.
- 1917 - Letland proklamerer sin selvstændighed.
- 1919 - Efter pause under første verdenskrig genoptager Orientekspressen sine ture mellem Paris og Istanbul.
- 1929 - Venstres Landsorganisation bliver stiftet.
- 1933 - Den tyske præst Martin Niemöller opfordrer til dannelse af et forbund af præster, der skal protestere mod nazistisk styring af kirken.
- 1937 - J.R.R. Tolkiens roman Hobbitten udsendes i førsteudgaven.
- 1938 - Den tjekkiske regering godkender, efter pres, Sudeterlands afståelse til Tyskland.
- 1942 - Det amerikanske bombefly Boeing B-29 Superfortress foretager sin første flyvning.
- 1947 - Et amerikansk Douglas C-54 Skymaster krydser Atlanten uden besætning alene styret af radiosignaler.
- 1949 - Det kinesiske folks rådgivende konference træder sammen i Beijing for at vælge en centralregering. Dette sker med baggrund i kommunisternes sejr over Chiang Kai-shek. Kina indfører samtidig den gregorianske kalender og indfører et nyt flag.
- 1964 - Malta bliver selvstændig i Commonwealth efter 164 års britisk styre. Dagen fejres som Maltas nationaldag.
- 1970 - Efter åbning af Verdensbankens årsmøde i Bella Center kommer det til voldsomme sammenstød mellem 6.000 demonstranter og 1.000 politibetjente.
- 1974 - I Honduras dræber flodbølger forårsaget af orkaner mere end 8.000 personer.
- 1981 - Belize i Mellemamerika bliver en selvstændig stat og fejrer nationaldag.
- 1981   - Sandra Day O'Connor godkendes enstemmigt af Senatet som den første kvindelige højesteretsdommer i USA.
- 1982 - I Libanon vælges Bashir Gemayels broder Amin til ny præsident.
- 1983 - Danmark slår sensationelt England 1-0 på Wembley i kvalifikationsturneringen til EM. Allan Simonsen scorer Danmarks mål på straffespark, mens Danmarks målmand Ole Kjær præsterer flere fantomredninger.
- 1985 - Støttekoncerten Rock for Afrika samler 28.000 tilskuere i Idrætsparken.
- 1989 - De vietnamesiske besættelsestropper påbegynder tilbagetrækning fra Kampuchea efter deres invasion årsskiftet 1978-79.
- 1991 - Armenien afholder folkeafstemning om deres tilknytning til Sovjetunionen. 90% stemmer for løsrivelse.
- 1993 - Første møde nogensinde mellem paven og den ledende jødiske rabbi.
- 1993 - Den russiske præsident Boris Jeltsin opløser parlamentet da det modsætter sig hans reformer og Rusland kastes ud i en forfatningsmæssig krise.
- 1994 - Entertaineren Jacob Haugaard indvælges som løsgænger ved folketingsvalget.
- 1995 - Det hinduistiske mælke-mirakel, hvorunder statuer af guden Ganesh begynder at drikke mælk, der placeres ved snabelen. Folk valfarter til templerne med mælk, og nyheden spredes hurtigt til resten af kloden.
- 2019 - Jakob Ellemann-Jensen vælges til formand for Venstre, uden modkandidater, han afløser Lars Løkke Rasmussen. Inger Støjberg vælges til næstformand for Venstre og slår Ellen Trane Nørby, Inger Støjberg efterfølger Kristian Jensen

### Født
- 1452 - Girolamo Savonarola, italiensk dominikanermunk (død 1498).
- 1756 - John McAdam, skotsk ingeniør (død 1836).
- 1779 - Herman Wedel-Jarlsberg, norsk politiker og embedsmand (død 1840).
- 1842 - Abdül-Hamit II, sultan af det Osmanniske Rige 1876-1909 (død 1918).
- 1849 - Edmund Gosse, britisk litteraturkritiker (død 1928).
- 1866 - H.G. Wells, engelsk science fictionforfatter (død 1946).
- 1874 - Gustav Holst, engelsk komponist (død 1934).
- 1887 - Peter Malberg, dansk skuespiller (død 1965).
- 1896 - Walter Breuning, verdens ældste nulevende mand (død 2011).
- 1902 - Allen Lane, engelsk forlagsstifter (død 1970).
- 1912 - Chuck Jones, amerikansk animator (død 2002).
- 1931 - Larry Hagman, amerikansk skuespiller (død 2012).
- 1934 - Leonard Cohen, canadisk sanger og sangskriver (død 2016).
- 1944 - Hans Otto Jørgensen, dansk forfatter.
- 1947 - Stephen King, forfatter og instruktør.
- 1950 - Bill Murray, amerikansk skuespiller.
- 1952 - Jens Nørskov, dansk fysiker og ingeniør.
- 1954 - Shinzo Abe, japansk politiker (død 2022).
- 1957 - Ethan Coen, amerikansk filminstruktør.
- 1967 - Suman Pokhrel, nepalesisk digter.
- 1971 - Luke Wilson, amerikansk skuespiller.
- 1972 - Liam Gallagher, forsanger i det britiske band Oasis.
- 1976 - Jonas Bjerre, forsanger i det danske band Mew.
- 1978 - Paulo Costanzo, amerikansk skuespiller.
- 1980 - Henriette Mikkelsen, dansk håndboldspiller.
- 1981 - Nicole Richie, amerikansk skuespillerinde.
- 1983 - Joseph Mazzello, amerikansk skuespiller.
- 1998 - Alex Hall, amerikansk freestyle-skiløber.
- 1998 - Tadej Pogačar, slovensk cykelrytter.

### Dødsfald
- 19 f.Kr. - Vergil, romersk forfatter (født 70 f.Kr.).
- 454 - Flavius Aëtius, vestromersk hærfører (født ca. 395)
- 1327 - Edvard 2. af England, engelsk konge (født 1284) - myrdet.
- 1558 - Karl 5., tysk-romersk kejser (født 1500).
- 1832 - Sir Walter Scott, skotsk forfatter (født 1771).
- 1860 - Arthur Schopenhauer, tysk filosof (født 1788).
- 1896 - Henry Petersen, dansk arkæolog og museumsdirektør (født 1849).
- 1921 - Edouard Suenson, dansk søofficer og direktør (født 1842).
- 1957 - Haakon 7. af Norge, norsk konge (født 1872).
- 1976 - Nils Middelboe, dansk fodboldspiller (født 1887).
- 1976 - Orlando Letelier, tidligere chilensk udenrigsminister (født 1932). - likvideret.
- 1979 - Samuel Joensen-Mikines, færøsk maler (født 1906).
- 1987 - Jaco Pastorius, amerikansk bassist (født 1951).
- 1998 - Florence Griffith Joyner, amerikansk atlet (født 1959).
- 2002 - Hanne Sommer, dansk journalist, tv-speaker, radiovært og programchef (født 1939).
- 2005 - Preben Philipsen, dansk filmproducent (født 1910).
- 2006 - Boz Burrell, engelsk basguitarist (født 1946).
- 2012 - Sven Hazel, dansk forfatter (født 1917).
- 2012 - Henry Bauchau, belgisk romanforfatter (født 1913).

|  | Denne datoartikel kan blive bedre, hvis der indsættes et (bedre) billede Du kan hjælpe ved at afsøge Wikimedia Commons for et passende billede eller uploade et godt billede til Wikimedia Commons iht. de tilladte licenser og indsætte det i artiklen. |